# Ceratocombidae
Famille
Les Ceratocombidae sont une famille d'Hétéroptères (punaises), de l'infra-ordre des Dipsocoromorpha. On en compte une quarantaine d'espèces, mais des centaines attendent une description. Il s'agit de petits prédateurs des litières de feuilles, des mousses et des sphaignes présentes sur tous les continents. 

## Caractéristiques
Ces petites punaises mesurent généralement entre 1,5 et 3 mm de longueur. Elles ont un corps ovoïde à ovoïde-allongé, aux côtés non parallèles, de couleur brune avec rarement des éléments de coloration contrastant avec le corps et les appendices portant des soies. La tête est relativement horizontale et prognathe avec des yeux composés. Elles ont des antennes de 4 articles flagelliformes apparents, c'est-à-dire que les deux premiers articles sont courts et épais (le second est 1,5 à 2,5 fois plus long que le premier), alors que les deux suivants sont longs et fins. Elles portent aussi de nombreuses soies longues et fines. Le rostre peut être fin et allongé ou court et épais (chez Feshina). Le pronotum ne présente pas de carène longitudinale. Elles peuvent être macroptères, brachyptères ou élytriformes. Les ailes antérieures ont une fracture costale courte, ne marquant que la marge de l'aile, ou absente, et présentent toujours trois cellules distales. Les tarses ont entre 2 et 3 segments, avec toutes les combinaisons entre les différentes paires de pattes, et présentent un dimorphisme sexuel. Les stigmates abdominaux sont dorsaux, présents sur les segments 2 à 8 ou 3 à 8. L'abdomen et les organes génitaux mâles sont symétriques (sauf chez Issidomimus). Les latérotergites 9 sont associés au tergite 8 et en forme d'appendices, un cas unique chez les Hétéroptères. Les femelles ont toujours une spermathèque, et un ovipositeur bien développé,,. Les juvéniles possèdent quatre ouvertures de glandes dorsales abdominales. 

## Répartition et habitat
Cette famille est cosmopolite, avec la plus grande diversité dans les régions tropicales.  
La plupart des espèces vivent dans la litière de feuilles, relativement humide, dans le bois pourrissant, les mousses, les sphaignes et les milieux similaires avec des espaces interstitiels,.  

## Biologie
La biologie de cette famille n'est pas très étudiée. La plupart des Ceratocombidae sont probablement des prédateurs généralistes de petits arthropodes (Collemboles, petits acariens, petits Dipsocoridae, par exemple). En France, la période d'activité est comprise entre juin et novembre. L’hibernation se fait au stade d'œuf.  

### Reproduction
Chez Ceratocombus, la position d'accouplement est inhabituelle chez les Hétéroptères, avec le mâle en-dessous de la femelle. Le mâle bloque la femelle avec ses paramères. La femelle ne peut pas non plus glisser à gauche ou à droite, bloqué par les tergites du mâle.  

## Classification
Les Ceratocombidae ont d'abord été considéré comme un groupe au sein des Dipsocoridae (ou des Dipsocorinae), également désignés par le nom de Cryptostemmatidae, par exemple chez McAtee et Malloch, 1925. Dans leur définition actuelle, ils ont été élevés au rang de famille en 1982 par l'entomologiste tchèque Pavel Štys, qui avait déjà reconnu en 1970 leur caractère unique. Dans les travaux précédents, les Ceratocombidae correspondent à d'autres regroupements.  
En 1983, le même Pavel Štys distingue deux sous-familles, les Ceratocombinae, comprenant deux tribus, les Ceratocombini et les Issidomimini, et les Trichotonanninae. Ces derniers ont été à leur tour élevés au rang de famille en 2020 et donc retirés des Ceratocombidae, provoquant par conséquent l'élévation des deux tribus mentionnées au rang de sous-familles, Ceratocombinae au sens strict et Issidomiminae. 
La famille contient pour l'instant huit genres et une cinquantaine d'espèces, mais des centaines restent à décrire,. Seules quatre espèces sont présentes en Europe, toutes du genre Ceratocombus, dont une seule en Belgique, en France, et en Suisse, Ceratocombus coleoptratus. Au Québec, une seule espèce est présente également, Ceratocombus vagans.

### Galerie

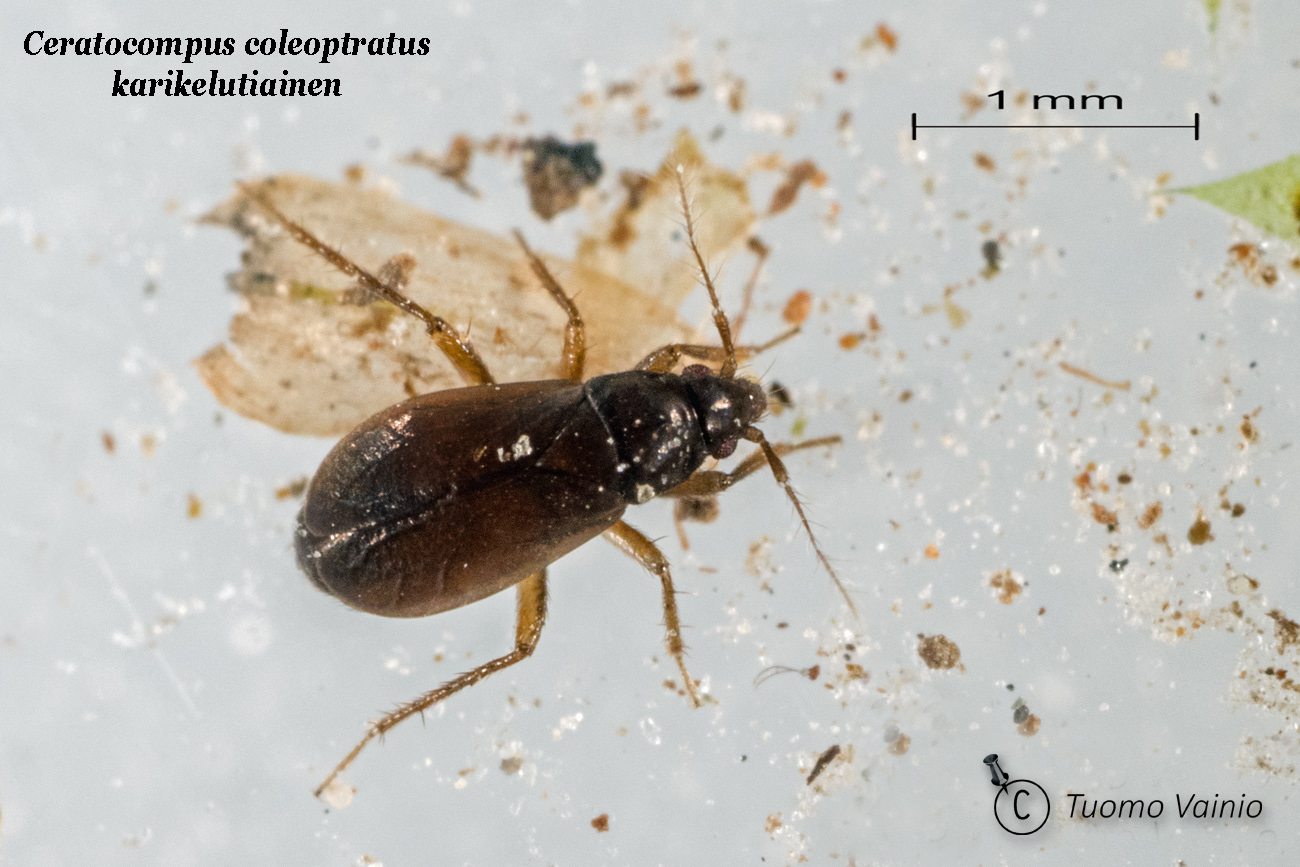
Ceratocombus coleoptratus, Finlande.
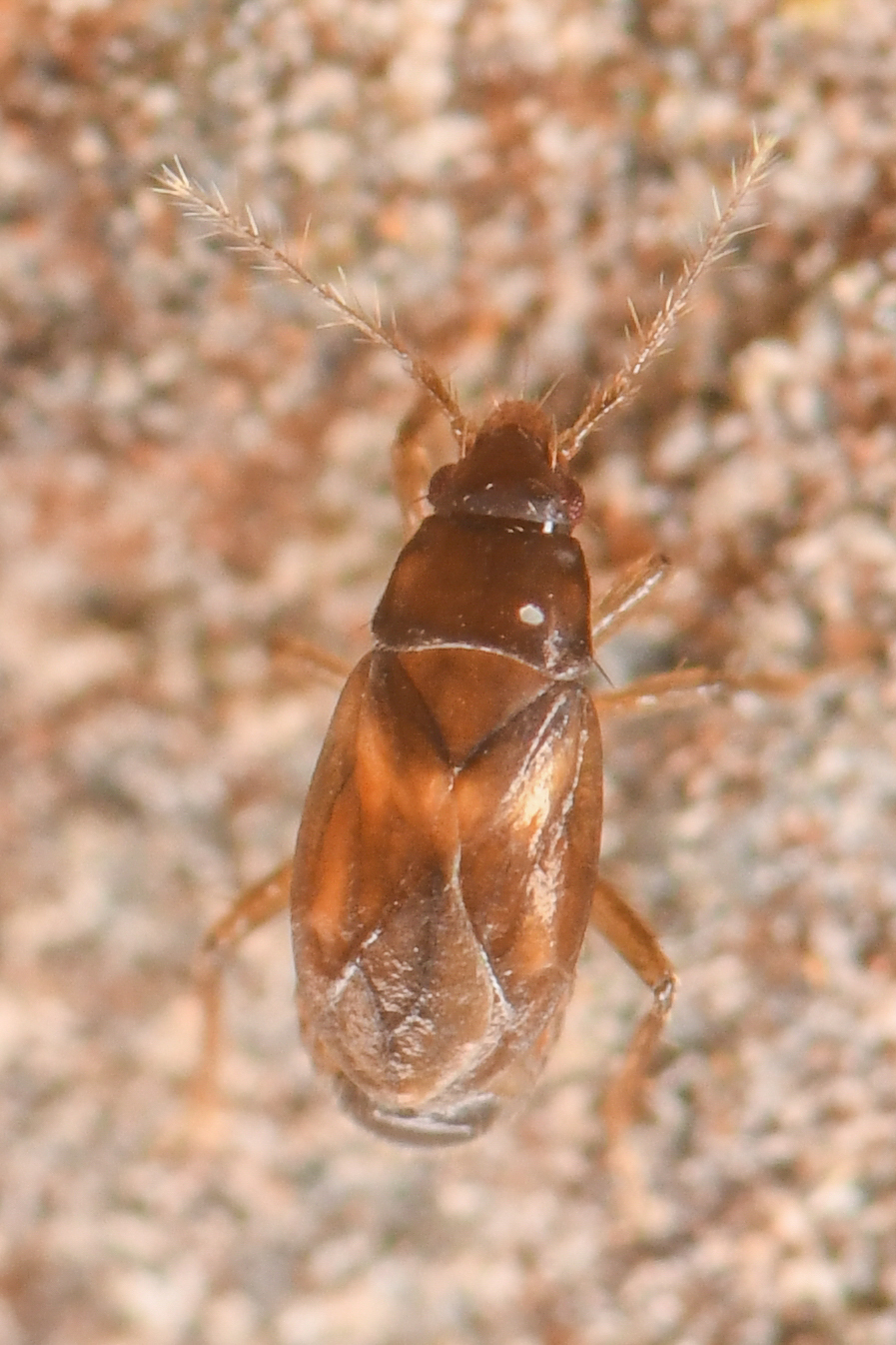
Ceratocombus sp., observé en Californie (Vallée de la Mort).
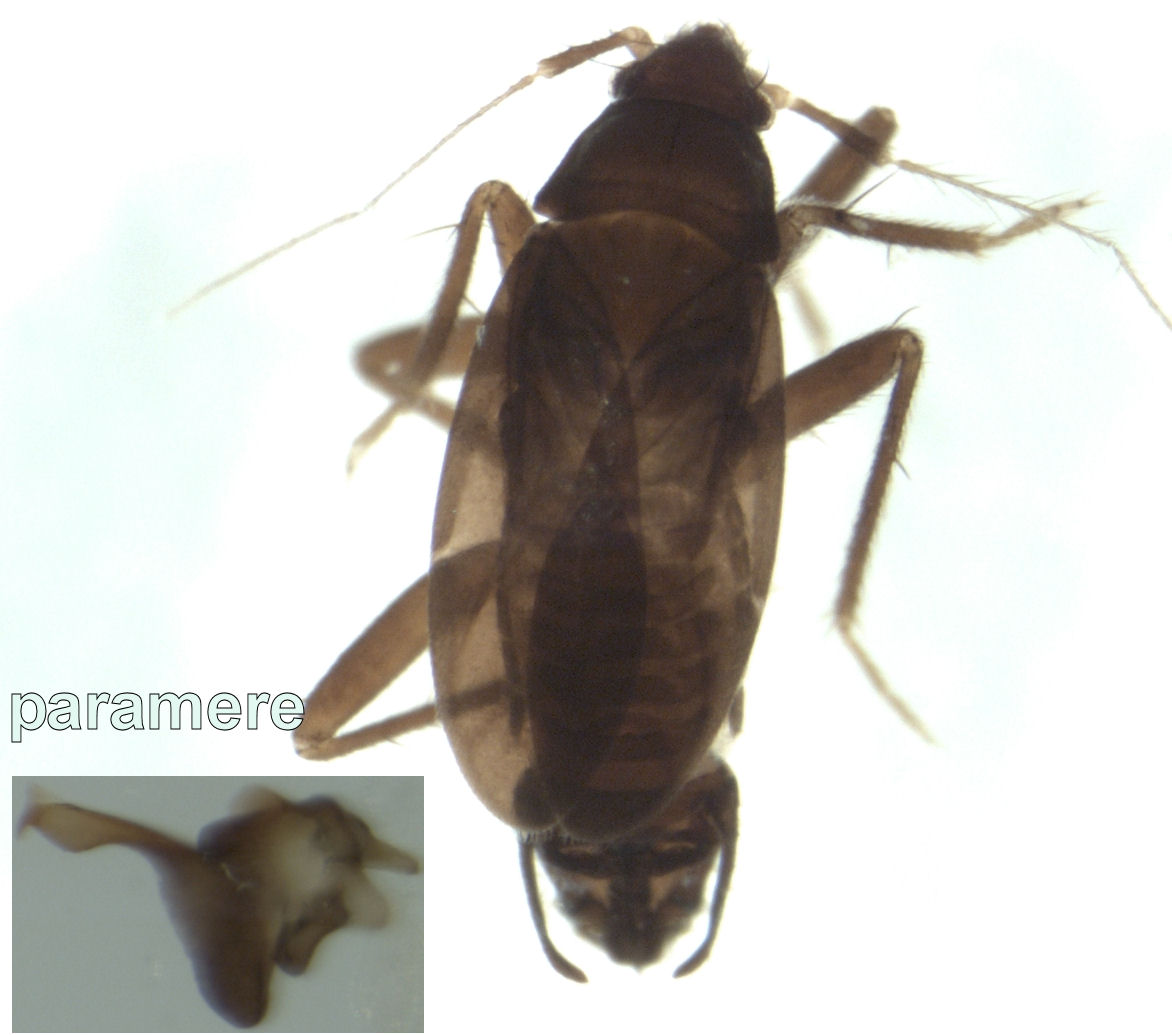
Ceratocombus aotearoae, ou une espèce proche de Nouvelle-Zélande.

### Liste des genres
Selon Schuh et Weirauch (2020) et l'Heteropteran Systematics Lab, les genres de Ceratocombidae sont les suivants :
- Sous-famille Ceratocombinae Fieber, 1860
  - genre Ceratocombus Signoret, 1852
  - genre Feshina Štys, 1983
  - genre Leptonannus Reuter, 1891
- sous-famille Issidomiminae Štys, 1970
  - genre Issidomimus Poppius, 1910
  - genre Kvamula Štys, 1982
  - genre Muatianvuaia Wygodzinsky, 1953

### Espèces fossiles
Deux espèces fossiles, respectivement de Ceratocombus et de Leptonannus, datant du Miocène (entre −23 et −16 mios d'années) ont été trouvées au Mexique. 

### Espèces présentes en Europe
Selon Fauna Europaea, trois espèces sont présentes:  
- Ceratocombus (Ceratocombus) coleoptratus (Zetterstedt, 1819),  grande partie de l'Europe;
- Ceratocombus (Xylonannus) brevipennis Poppius, 1910, d'Europe centrale à l'Est du Paléarctique
- Ceratocombus (Xylonannus) corticalis Reuter, 1889, de Slovaquie à l'Est du Paléarctique

Une autre espèce a été trouvée dans l'archipel des Canaries:  
- Ceratocombus stysi Roca-Cusachs, García-Becerra & Jung, 2019, dans des tubes de lave[16].